# David Muir
David Muir (Syracuse, 8 de novembro de 1973) é um jornalista estadunidense e âncora da ABC World News Tonight.